# Кубок Молдови з футболу 1993—1994
Кубок Молдови з футболу 1993–1994 — 3-й розіграш кубкового футбольного турніру в Молдові. Титул вдруге поспіль здобув Тилігул (Тирасполь).

## 1/4 фіналу
| Команда 1        | Заг.    | Команда 2           | 1-й матч | 2-й матч |
| ---------------- | ------- | ------------------- | -------- | -------- |
| Амоком (Кишинів) | 2:2 (ч) | Буджак (Комрат)     | 1:0      | 1:2      |
| Олімпія (Бєльці) | 0:2     | Ністру (Атаки)      | 0:1      | 0:1      |
| Зімбру           | 4:0     | МХМ-93 (Кишинів)    | 2:0      | 2:0      |
| Ністру (Чобурчі) | 0:12    | Тилігул (Тирасполь) | 0:4      | 0:8      |

## 1/2 фіналу
| Команда 1        | Заг.    | Команда 2           | 1-й матч | 2-й матч |
| ---------------- | ------- | ------------------- | -------- | -------- |
| Амоком (Кишинів) | 2:2 (ч) | Ністру (Атаки)      | 2:1      | 0:1      |
| Зімбру           | 1:3     | Тилігул (Тирасполь) | 1:1      | 0:2      |

## Фінал
| 29 травня 1994 |

| Тилігул (Тирасполь) | 1:0 дч   | Ністру (Атаки) |
| ------------------- | -------- | -------------- |
| Коссе 94' (пен.)    | Протокол |                |

| Республіканський стадіон, Кишинів Глядачів: 5 500 Арбітр: Володимир Антонов |